# Live in Germany 1976
Live in Germany 1976 es un álbum en directo de archivo del grupo de hard rock Rainbow, lanzado en 1990 en Europa por el sello Connoisseur.
Las canciones fueron tomadas de una serie de presentaciones en Alemania: Colonia 25-9-76, Düsseldorf 27-9-76 Nuremberg, 28-9-76 y Munich 29-9-76, en el marco de la gira mundial de aquel año.
Este CD doble fue reeditado más tarde en EE. UU. como "Live in Europe".

## Lista de canciones
Disco 1
1. Introduction: Over the Rainbow - (Harold Arlen)
2. Kill the King – (Ronnie James Dio, Ritchie Blackmore, Cozy Powell)
3. Mistreated – (David Coverdale, Ritchie Blackmore)
4. Sixteenth Century Greensleeves – (Ronnie James Dio, Ritchie Blackmore)
5. Catch the Rainbow – (Ronnie James Dio, Ritchie Blackmore)

Disco 2
1. Man on the Silver Mountain – (Ronnie James Dio, Ritchie Blackmore)
2. Stargazer – (Ronnie James Dio, Ritchie Blackmore)
3. Still I'm Sad – (Paul Samwell-Smith, Jim McCarty)
4. Do You Close Your Eyes? – (Ronnie James Dio, Ritchie Blackmore)

## Personal
- Ronnie James Dio - voz
- Ritchie Blackmore - guitarra
- Jimmy Bain - bajo
- Cozy Powell - batería
- Tony Carey - teclados